# Château du Bel Esnault
Le château du Bel Esnault ou château de Bellenau est une demeure, du XVIIe siècle, qui se dresse sur le territoire de l'ancienne commune française de Saint-Côme-du-Mont, dans le département de la Manche, en région Normandie. L'édifice est partiellement inscrit au titre des monuments historiques.

## Localisation
Le château et son jardin sont situés en bordure des marais de Carentan, 6 rue du Bel-Esnault, à 1,3 kilomètre au sud-est de l'église Saint-Côme-et-Saint-Damien de Saint-Côme-du-Mont, au sein de la commune nouvelle de Carentan-les-Marais, dans le département français de la Manche.

## Historique
Pendant la Renaissance, la propriété est la possession d'un Raoul Enault d'où le nom qui en découle porté par le château Bel Enault et plus tard Bellenau.
La famille La Fosse acquiert la terre en 1752. Un membre de cette famille, Pierre Étienne Joseph-Lafosse (1828-1897), passionné de botanique, naturaliste érudit, reprend l'écurie familiale, et entreprend l'aménagement d'un parc après être entré en possession de son héritage au décès, en 1847, de son père Pierre Joseph-Lafosse, maire de Saint-Côme-du-Mont.
Les travaux d'aménagement du parc de 2 hectares autour du château durèrent une quarantaine d'années et le propriétaire mobilisa environ 200 ouvriers. Il détourne un affluent de la Douve, dessine et creuse des canaux, des cavernes, des tunnels, des ponts, une fausse tour en ruine qui surplombe le parc, un lac avec quelques îles, et crée un jardin exotique de plantes tropicales : fougères, ginkgo, etc. Cette folie de verdure lui coute cher, et en 1869, il est contraint de vendre son écurie, à l'exception de sa plus célèbre jument, Élisa, née en 1853, et mère de toute la race Trotteur français. En 1897, le parc est amputé de moitié après la mort de son créateur, avec une transformation de cette partie cédée en pâturages.
Au début du XXe siècle, la propriété est acquise par les Blanchet qu'ils nomment alors « Les Palmiers » en référence aux nombreux palmiers plantés dans le parc. En 1907, le château est rehaussé d'un second étage, accueille une laiterie, ainsi que des chambres d'hôtes.
À partir de 1998, Stephen Aldridge, remettra à l'honneur le jardin créé par Pierre Étienne Joseph-Lafosse. 
En 2023, Patryk Bukowczan, nouveau propriétaire, reprend la gestion du château, accompagné de Silvia et André Rapmund, passionnés des plantes, qui supervisent l'entretien du jardin ainsi que l'activité touristique du site, laissés à l'abandon depuis 2021.[réf. nécessaire]

## Description
Le parc possède une superficie de 2 hectares. Dans l'espace aménagé le propriétaire acclimate des espèces végétales « rares et exotiques ».
Une association « Les Amis du Jardin de Bellenau » se charge de valoriser l'espace..

## Protection
Le parc du château est inscrit au titre des monuments historiques par arrêté du 19 mai 2010.

## Visite et hébergement
Le château n'est pas ouvert au public, seul le parc est accessible toute l'année. Les annexes ont été transformées en gîtes.